# Wardan Nawasardian
Wardan, imię świeckie Aristakes Nawasardian (ur. 7 sierpnia 1976 w Erywaniu) – duchowny Apostolskiego Kościoła Ormiańskiego, od 2014 biskup pomocniczy Eczmiadzyna. 

## Biografia
Święcenia diakonatu przyjął 25 grudnia 2001, a prezbiteratu 27 lutego 2003. 1 lutego 2013 uzyskał godność archimandryty. 10 listopada 2014 został wyświęcony na biskupa.